# Ak-Sai (Landgemeinde)
Ak-Sai (kirgisisch Ак-Сай айыл аймагы) ist eine Landgemeinde (ajyl aimagy) im Rajon Batken des Oblus Batken in Kirgisistan. Sie besteht aus 6 Dörfern.
Das Verwaltungszentrum ist das Dorf Ak-Sai. Im Jahr 2009 hatte die Landgemeinde 5633 Einwohner. Bis 2024 wuchs die Bevölkerung auf 8055 Einwohner.
| Dorf          | Kirgisischer Name | Einwohnerzahl (2024) |
| ------------- | ----------------- | -------------------- |
| Ak-Sai        | Ак-Сай            | 1656                 |
| Kök-Tasch     | Көк-Таш           | 1931                 |
| Ütsch-Döbö    | Үч-Дөбө           | 2146                 |
| Kaptschygai   | Капчыгай          | 0613                 |
| Taschtumschuk | Таштумшук         | 0556                 |
| Ming-Bulak    | Миң-Булак         | 1153                 |